# افسانه محلی: برش آخر
افسانه محلی: برش آخر (به انگلیسی: Urban Legends: Final Cut) (همچنین به عنوان افسانه محلی ۲ نیز شناخته می‌شود) یک فیلم اسلشر آمریکایی به کارگردانی جان آتمن در اولین کارگردانی خود با بازی جنیفر موریسون، متیو دیویس، هارت بوچنر و جویی لورنس محصول سال ۲۰۰۰ میلادی است. این فیلم دنباله ای برای افسانه شهری (۱۹۹۸)، دومین قسمت از مجموعه فیلم‌های افسانه شهری محسوب می‌شود.

## داستان
فیلم داستان «ایمی میفیلد»، دانشجویی است که تلاش می‌کند فیلم پایان‌نامه خود دربارهٔ افسانه‌های محلی را به پایان برساند، اما همه گروهش توسط اتفاقات عجیبی از بین می‌روند و…

## فیلمبرداری
فیلمبرداری اصلی در تورنتو ، انتاریو، کانادا طی یک دوره ۴۷ روزه در پاییز ۱۹۹۹ انجام شد. سکانس آغازین فیلم در هواپیما که در مدت سه روز فیلمبرداری شد، در ابتدا نوشته شده بود که در یک قایق رخ داده‌است. با این حال، فیلمنامه لحظه آخر پس از اینکه گروه تولید با هواپیمایی از فیلم چپاندن قوطی‌حلبی (۱۹۹۹) روبرو شدند تغییر کرد.